# Old Gray
Old Gray – powieść autorstwa polskiego pisarza Wiesława Wernica z 1978 roku. 
Książka opowiada o przygodach trapera Karola Gordona. Fabuła tej powieści przygodowej dzieje się na Dzikim Zachodzie. Doktor Jan, przyjaciel głównego bohatera, wyrusza wraz z nim na pełną niebezpieczeństw wyprawę. Po drodze napada ich młody bandyta, który okazuje się synem gospodarza farmy, na której się zatrzymują. Kolejnym przystankiem jest Ukryte Miasto - siedziba Indian Czarnych Stóp. Wraz z ich wodzem Wysokim Orłem docierają do małego miasteczka na prerii. Tam spotykają Old Graya, który opowiada im o morderstwach dokonywanych na prerii. Bohaterowie wyruszają, aby znaleźć mordercę i go ukarać. Okazuje się, że jest to osoba, którą Old Gray ścigał od bardzo dawna. Przestępca jest przebiegły i schwytany uwalnia się o mało nie uśmiercając bohaterów. Ginie jednak pod kołami pociągu podczas ucieczki.